# Ministerstwo Rzeszy do spraw Okupowanych Terytoriów Wschodnich

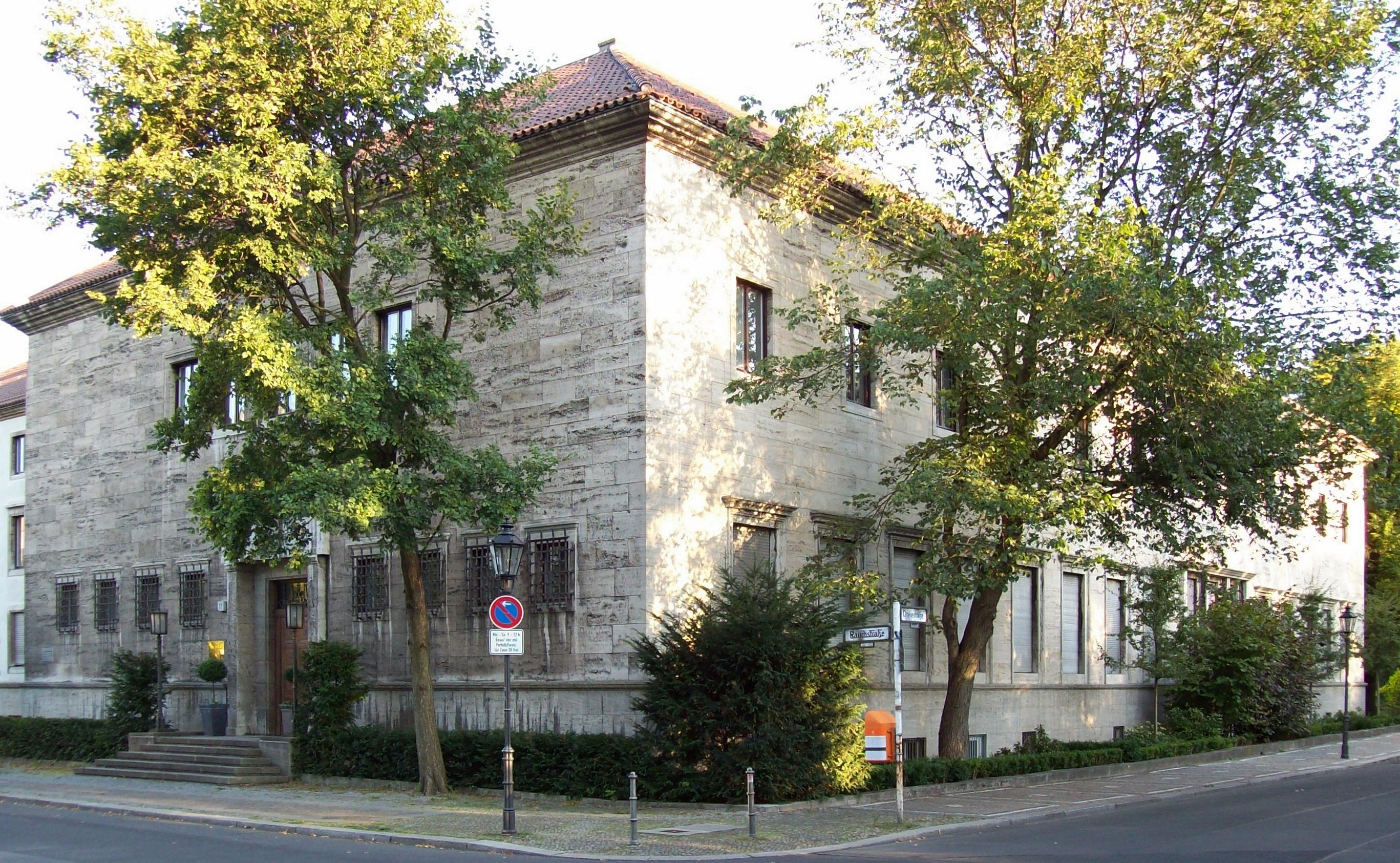
Siedziba Ministerstwa Rzeszy do spraw Okupowanych Terytoriów Wschodnich w byłym poselstwie Jugosławii przy Rauchstraße 17/18 (1941–1944)

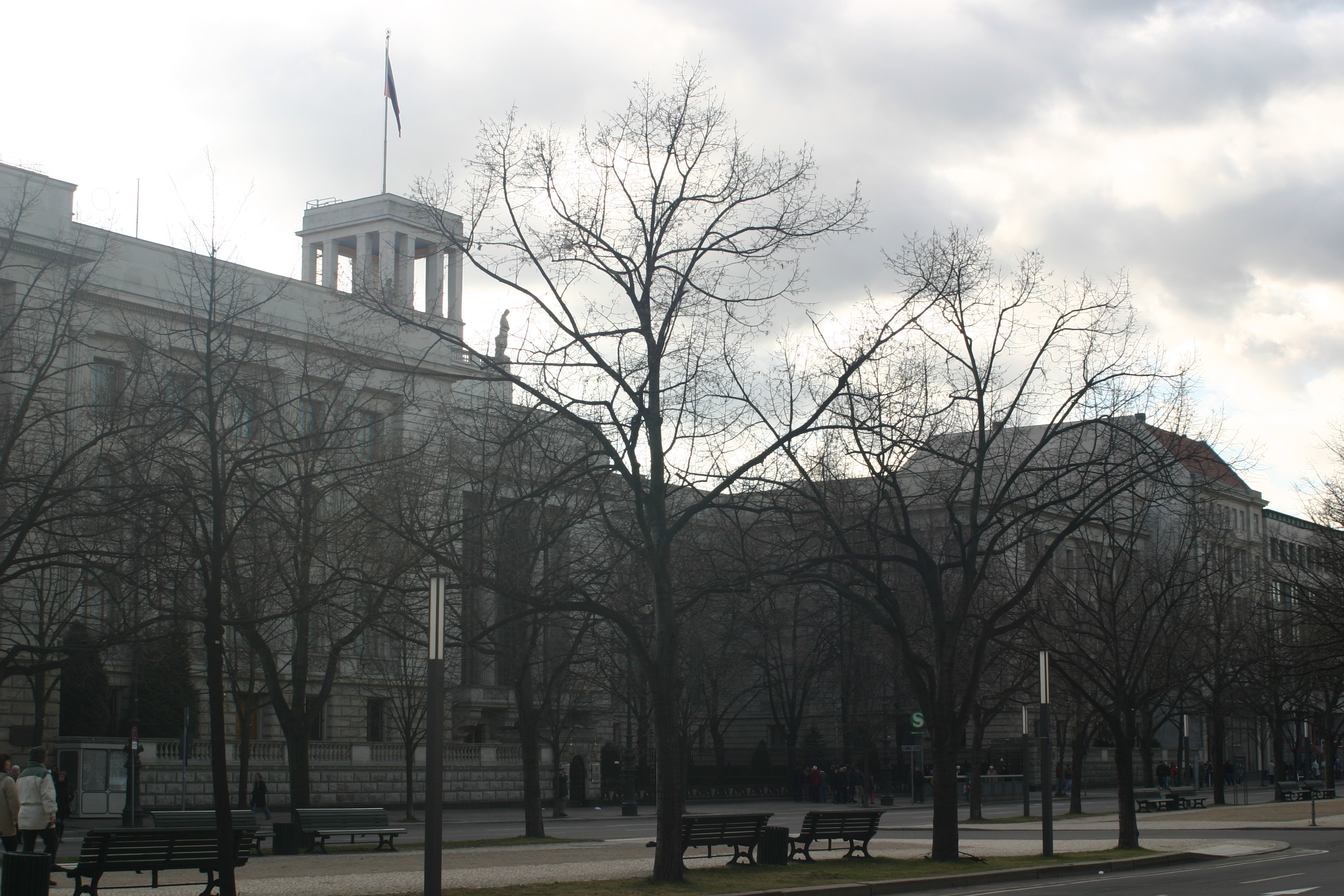
Siedziba Ministerstwa Rzeszy do spraw Okupowanych Terytoriów Wschodnich w byłej ambasadzie ZSRR przy Unter den Linden 63 (1942–1944), budynek obecny

Ministerstwo Rzeszy do spraw Okupowanych Terytoriów Wschodnich (Reichsministerium für die besetzten Ostgebiete, RMfdbO), potocznie nazywane Ministerstwem Wschodnim (Ostministerium, RMO) – jeden z resortów (centralnych urzędów administracji państwowej) funkcjonujących w III Rzeszy w latach 1941–1945.

## Wprowadzenie
Głównym celem ministerstwa była polityczna germanizacja okupowanych wschodnich terytoriów przy jednoczesnym zniszczeniu wszystkich wschodnioeuropejskich Żydów. Począwszy od udziału w akcji T4, RMFdbO stało się w trakcie wojny – oprócz Głównego Urzędu Bezpieczeństwa Rzeszy (Reichssicherheitshauptamt, RSHA), Ministerstwa Sprawiedliwości Rzeszy i Urzędu Spraw Zagranicznych (Auswärtiges Amt, AA) – centralnym organem narodowych socjalistów do zorganizowanej eksterminacji Żydów.
Funkcję szefa urzędu pełnił Alfred Rosenberg, jeden z oskarżonych w procesach norymberskich, skazany na karę śmierci i stracony.

## Podział organizacyjny
- Wydział Z, Centralnego Zarządzania (Abteilung Z, Zentralverwaltung)

- Wydział Główny I, Polityczny (Hauptabteilung I – Politik)
  - Wydział 1, Ogólny (Abteilung 1 – Allgemein)
  - Wydział 2, Kraj Wschodni (Abteilung 2 – Ostland)
  - Wydział 3, Ukraiński (Abteilung 3 – Ukraine)
  - Wydział 4, Moskiewski (Abteilung 4 – Moskowien)
  - Wydział 5, Kaukaski (Abteilung 5 – Kaukasus)
  - Wydział 6, Kultury (Abteilung 6 – Kultur)
  - Wydział 7, Osadnictwa (Abteilung 7 – Siedlung)
  - Wydział 8, Prasowy (Abteilung 8 – Presse)
  - Wydział 9, Młodzieżowy (Abteilung 9 – Jugend)
  - Wydział 10, Kobiecy (Abteilung 10 – Frauen)

- Wydział Główny II, Zarządzania (Hauptabteilung II – Verwaltung)
  - Wydział 1, Zarządzania wewnętrznego (Abteilung 1 – Innere Verwaltung)
  - Wydział 2, Lecznictwa (Abteilung 2 – Gesundheitswesen)
  - Wydział 3, Weterynarii (Abteilung 3 – Veterinärwesen)
  - Wydział 4, Opieki Socjalnej (Abteilung 4 – Sozialdienste)
  - Wydział 5, Prawny (Abteilung 5 – Recht)
  - Wydział 6, Finansowy (Abteilung 6 – Finanzwesen)
  - Wydział 7, Nauki (Abteilung 7 – Wissenschaft)
  - Wydział 8, Kontrwywiadu (Abteilung 8 – V-Leute)

- Wydział Główny II, Gospodarki (Hauptabteilung III – Wirtschaft)
  - Grupa Główna, Współpracy Gospodarczej (Hauptgruppe – Wirtschaftliche zusammenarbeit)
    - Wydział 1, Przemysłu (Abteilung 1 – Industrie)
    - Wydział 2, Leśnictwa (Abteilung 2 – Forstwesen)
    - Wydział 3, Pracowniczy (Abteilung 3 – Arbeitskräfte)
    - Wydział 4, Cen (Abteilung 4 – Preise)
    - Wydział 5, Transportu (Abteilung 5 – Transportwesen)

- - Grupa Główna, Żywności i Rolnictwa (Hauptgruppe – Ernährung und Landwirtschaft)
    - Wydział 1, Polityki Rolnej (Abteilung 1 – Agrapolitik)
    - Wydział 2, Produkcji (Abteilung 2 – Produktion)
    - Wydział 3, Kontroli (Abteilung 3 – Erfassung und Kontrolle)
    - Wydział 4, Zarządzania (Abteilung 4 – Verwaltung)

## Organy terytorialne resortu
- Komisariat Rzeszy Wschód (Reichskommissariat Ostland)
  - Okręg Generalny Estonii (Generalbezirk Estland)
  - Okręg Generalny Łotwy (Generalbezirk Lettland)
  - Okręg Generalny Litwy (Generalbezirk Litauen)
  - Okręg Generalny Białorusi (Generalbezirk Weißruthenien)
- Komisariat Rzeszy Ukraina (Reichskommissariat Ukraine)
  - Okręg Generalny Dniepropietrowsk (Generalbezirk Dnjepropetrowsk)
  - Okręg Generalny Kijów (Generalbezirk Kiew)
  - Okręg Generalny Krym (Tauryda) (Generalbezirk Krim)
  - Okręg Generalny Mikołajów (Generalbezirk Nikolajew)
  - Okręg Generalny Żytomierz (Generalbezirk Shitomir)
  - Okręg Generalny Wołyń-Podole (Generalbezirk Wolhynien-Podolien)

Planowano powołanie też kolejnych komisariatów Rzeszy, lecz nie zdążono tego urzeczywistnić, na przykład:
- dla Moskwy i europejskiego terytorium Rosji (Reichskommissariat Moskowien)
- dla Kaukazu (Reichskommissariat Kaukasus)
- dla obszaru Donu i Wołgi (Reichskommissariat Don-Wolga)
- dla Turkiestanu (Reichskommissariat Turkestan)
- dla Uralu (Reichskommissariat Ural).

## Siedziba
Pierwsza siedziba resortu mieściła się przy Bismarckstraße 1, kolejna w byłym poselstwie Jugosławii przy Rauchstraße 17/18. Pod koniec lipca 1941 dodano też budynek dawnego Przedstawicielstwa Handlowego ZSRR przy Lietzenburgerstraße 11, od lipca 1942, w rocznicę wkroczenia wojsk niemieckich do Związku Radzieckiego, także gmach ambasady radzieckiej przy Unter den Linden 63, która stała się główną siedzibą RMfdbO.